# Stef Clement
Stef Clement (Tilburg, Países Bajos, 24 de septiembre de 1982) es un ciclista neerlandés.
Debutó como profesional en la temporada 2003 en las filas del equipo Van Hemert Groep, y se retiró en 2018 tras militar las dos últimas temporadas en el Team LottoNL-Jumbo.

## Palmarés
2005
- Tour de Olympia
- 1 etapa del Cinturón a Mallorca

2006
- 1 etapa del Tour del Porvenir
- Campeonato de los Países Bajos Contrarreloj

2007
- Campeonato de los Países Bajos Contrarreloj
- 3.º en el Campeonato Mundial Contrarreloj

2008
- Chrono des Nations-Les Herbiers-Vendée

2009
- 1 etapa de la Dauphiné Libéré
- Campeonato de los Países Bajos Contrarreloj

2011
- Campeonato de los Países Bajos Contrarreloj

2014
- 1 etapa de la Volta a Cataluña

2015
- 2.º en los Juegos Europeos Contrarreloj

2016
- Acht van Chaam

2017
- 2.º en el Campeonato de los Países Bajos Contrarreloj

## Resultados en Grandes Vueltas y Campeonatos del Mundo
| Carrera              | Carrera              | 2003 | 2004 | 2005 | 2006 | 2007 | 2008 | 2009  | 2010 | 2011  | 2012  | 2013 | 2014 | 2015 | 2016 | 2017 | 2018 |
| -------------------- | -------------------- | ---- | ---- | ---- | ---- | ---- | ---- | ----- | ---- | ----- | ----- | ---- | ---- | ---- | ---- | ---- | ---- |
|                      | Giro de Italia       | —    | —    | —    | 64.º | —    | —    | —     | —    | 108.º | 71.º  | 48.º | —    | Ab.  | —    | 23.º | —    |
|                      | Tour de Francia      | —    | —    | —    | —    | Ab.  | 87.º | 118.º | —    | —     | —     | —    | Ab.  | 59.º | 18.º | —    | —    |
|                      | Vuelta a España      | —    | —    | —    | —    | 32.º | Ab.  | —     | —    | —     | 100.º | Ab.  | 69.º | —    | —    | 29.º | —    |
| Mundial en Ruta      | Mundial en Ruta      | —    | —    | —    | —    | —    | —    | —     | —    | —     | —     | —    | 90.º | —    | —    | —    | —    |
| Mundial Contrarreloj | Mundial Contrarreloj | —    | —    | —    | 24.º | 3.º  | 22.º | —     | —    | 20.º  | —     | —    | —    | —    | —    | —    | —    |

—: no participa

Ab.: abandono

## Equipos
- Van Hemert Groep (2003)
- Rabobank Continental Team (2004-2005)
- Bouygues Telecom (2006-2008)
- Rabobank/Blanco/Belkin (2009-2014)
  - Rabobank Cycling Team (2009-2012)
  - Blanco Pro Cycling (2013)[2]
  - Belkin-Pro Cycling Team (2013-2014)
- IAM Cycling (2015-2016)
- Team LottoNL-Jumbo (2017-2018)